# Dendrophyllia oldroydae
Espèce
Synonymes
- Dendrophyllia cortezi Durham & Barnard, 1952[2]
- Dendrophyllia oldroydi Faustino[3]

Statut CITES
Dendrophyllia oldroydae est une espèce de coraux appartenant à la famille des Dendrophylliidae.

## Publication originale
- Oldroyd, 1924 : The marine shells of the West Coast of North America. Stanford University Publications, University Series, Geological Sciences, vol. 1, n. 1, pp. 1-249.